# Enrique Costa Novella
Enrique Novella Costa (València, 3 de gener de 1916 - 9 de juny de 2000) fou un químic valencià, acadèmic de la Reial Acadèmia de Ciències Exactes, Físiques i Naturals i de la Reial Acadèmia Nacional de Medicina.

## Biografia
El 1941 es llicencià en ciències químiques per la Universitat de València i el 1952 va obtenir el doctorat en enginyeria química amb premi extraordinari amb la tesi sobre Glucósidos cardiotónicos de la Digitalis oscura. El 1951 es llicencià en farmàcia per la Universitat de Granada.
El 1942 començà a treballar com a professor d'electrometal·lúrgia a la Universitat de València i el 1949 com a adjunt de química tècnica i química física, alhora que s'especialitzava en química industrial pel Massachusetts Institute of Technology. El 1961 va obtenir la càtedra de química tècnica de la Universitat Complutense de Madrid, i el 1967 la d'enginyeria química de la mateixa universitat, de la que en fou vicerector. El 1968 va rebre la medalla d'or de la Reial Societat Espanyola de Física i Química.
El 1971 fou nomenat Director General d'Universitats i Investigació, president adjunt del CSIC i treballà com a assessor de Repsol. El 1973 fou escollit acadèmic de la Reial Acadèmia de Ciències Exactes, Físiques i Naturals, i en va prendre possessió l'any següent amb el discurs Adsorción. El 1974 també fou escollit acadèmic numerari de la Reial Acadèmia Nacional de Medicina amb el discurs Los organismos unicelulares como fuente de proteínas. També fou acadèmic honorari de la Reial Acadèmia de Medicina de València, de la Societat Química Americana i corresponent de la Societat Xilena de Química. També fou vocal del Centre d'Estudis Nuclears de la Junta d'Energia Nuclear.
El 1985 va rebre el Premi Nacional d'Investigació Leonardo Torres Quevedo i el 1993 fou nomenat doctor honoris causa de la Universitat de Castilla-La Mancha i el 1995 de la Universitat Jaume I.

## Obres
- Ingeniería química: transporte de fluidos Universidad Complutense, 1979. ISBN 84-600-1493-2
- Ingeniería química: fenómenos de transporte Universidad Complutense, 1979. ISBN 84-600-1492-4
- Ingeniería química: conceptos generales amb José Luis Sotelo Sancho, Universidad Complutense, 1978. ISBN 84-400-4085-7